# Olbia Challenger 2023
L'Olbia Challenger è stato un torneo maschile di tennis professionistico giocato sul cemento. È stata la 1ª edizione del torneo, facente parte della categoria Challenger 125 nell'ambito dell'ATP Challenger Tour 2023. Si è giocato al Tennis Club Terranova di Olbia, in Italia, dal 16 al 22 ottobre 2023.

## Partecipanti

### Teste di serie
| Nazionalità | Giocatore              | Ranking* | Testa di serie |
| ----------- | ---------------------- | -------- | -------------- |
| Francia     | Alexandre Müller       | 81       | 1              |
| Francia     | Constant Lestienne     | 107      | 2              |
| Argentina   | Thiago Agustín Tirante | 111      | 3              |
| Slovacchia  | Alex Molčan            | 113      | 4              |
| Spagna      | Pedro Martínez         | 116      | 5              |
| Francia     | Corentin Moutet        | 119      | 6              |
| Italia      | Flavio Cobolli         | 121      | 7              |
| Francia     | Benoît Paire           | 123      | 8              |

* Ranking al 2 ottobre 2023.

### Altri partecipanti
I seguenti giocatori hanno ricevuto una wild card per il tabellone principale:
- Lorenzo Carboni
- Lloyd Harris
- Francesco Maestrelli

I seguenti giocatori sono entrati in tabellone come special exempt:
- Ugo Blanchet
- Joris De Loore

Il seguente giocatore è entrato in tabellone come alternate:
- Alessandro Giannessi

I seguenti giocatori sono passati dalle qualificazioni:
- Mathias Bourgue
- Vladyslav Orlov
- Kyrian Jacquet
- Marius Copil
- Francesco Forti
- Rémy Bertola

## Punti e montepremi
| Torneo    | Torneo              | V      | F      | SF    | QF    | 2T    | 1T    | Q | Q2  | Q1  |
| Singolare | Punti               | 125    | 75     | 45    | 25    | 11    | 0     | 5 | 2   | 0   |
| Singolare | Premi in denaro (€) | 19,650 | 11,570 | 6,850 | 3,990 | 2,345 | 1,420 | – | 710 | 355 |
| Doppio    | Punti               | 125    | 75     | 45    | 25    | –     | 0     | – | –   | –   |
| Doppio    | Premi in denaro (€) | 8,420  | 4,900  | 2,940 | 1,750 | –     | 990   | – | –   | –   |

## Campioni

### Singolare
Kyrian Jacquet ha sconfitto in finale  Flavio Cobolli con il punteggio di 6–3, 6–4.

### Doppio
Rithvik Choudary Bollipalli /  Arjun Kadhe hanno sconfitto in finale  Ivan Sabanov /  Matej Sabanov con il punteggio di 6–1, 6–3.